# Allactaga
Az Allactaga az emlősök (Mammalia) osztályának rágcsálók (Rodentia) rendjébe, ezen belül az ugróegérfélék (Dipodidae) családjába tartozó nem.

## Rendszerezés
A nembe az alábbi 4 alnem és 12 faj tartozik:
- Allactaga F. Cuvier, 1837 alnem
  - kis lófejű ugróegér (Allactaga elater) Lichtenstein, 1828
  - iráni lófejű ugróegér (Allactaga firouzi) Womochel, 1978
  - Hotson-ugróegér (Allactaga hotsoni) Thomas, 1920
  - nagy lófejű ugróegér (Allactaga major) Kerr, 1792 – típusfaj
  - Severtzov-ugróegér (Allactaga severtzovi) Vinogradov, 1925
  - Allactaga vinogradovi Argyropulo, 1941
- Orientallactaga Shenbrot, 1984 alnem
  - Balikun-ugróegér (Allactaga balikunica) Hsia & Fang, 1964
  - góbi lófejű ugróegér (Allactaga bullata) G. M. Allen, 1925
  - mongol lófejű ugróegér (Allactaga sibirica) Forster, 1778
- Paralactaga Young, 1927 alnem
  - eufráteszi lófejű ugróegér (Allactaga euphratica) Thomas, 1881
  - anatóliai lófejű ugróegér (Allactaga williamsi) Thomas, 1897
- Scarturus Gloger, 1841 alnem
  - négyujjú ugróegér (Allactaga tetradactyla) Lichtenstein, 1823